# Bruno Winawer

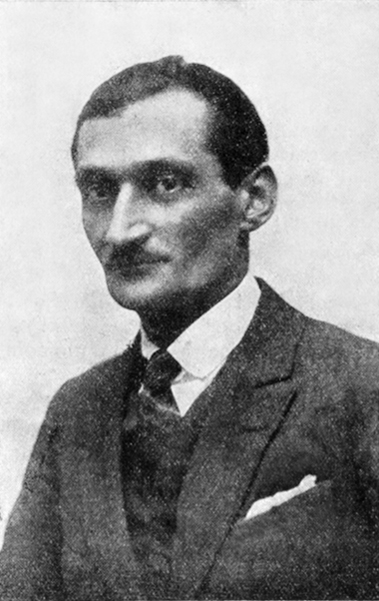
Bruno Winawer, ca. 1926

Bruno Winawer (geboren 17. März 1883 in Warschau, Russisches Kaiserreich; gestorben 11. April 1944 in Opole Lubelskie, Lublin) war ein polnischer Schriftsteller, Komödienschreiber und promovierter Physiker jüdischer Abstammung.

## Leben
Winawer studierte Physik an der Universität Heidelberg. Er war Assistent des Nobelpreisträgers Pieter Zeeman an der Universität Antwerpen. Von 1917 bis 1920 war er an der Warschauer Technischen Universität tätig. Danach widmete er sich der Literatur. Er schrieb Komödien, Science-Fiction-Romane, populärwissenschaftliche Feuilletons, übersetzte mit Władysław Broniewski Brechts „Dreigroschenoper“.
Nach Kriegsausbruch am 1. September 1939 flüchtete er vor den Nationalsozialisten nach Lemberg, das nun von der Sowjetunion okkupiert wurde. Nach der Eroberung von Lemberg durch die Nationalsozialisten im Juni 1941 suchte er Versteck im Warschauer Ghetto, entging dem Tode im Vernichtungslager Treblinka und starb an Tuberkulose kurz vor der Befreiung Polens im Krankenhaus in Opole Lubelskie.